# Hrabová
Hrabová (in tedesco Raabe) è un comune della Repubblica Ceca facente parte del distretto di Šumperk, nella regione di Olomouc.